# Hardinxveld-Giessendam

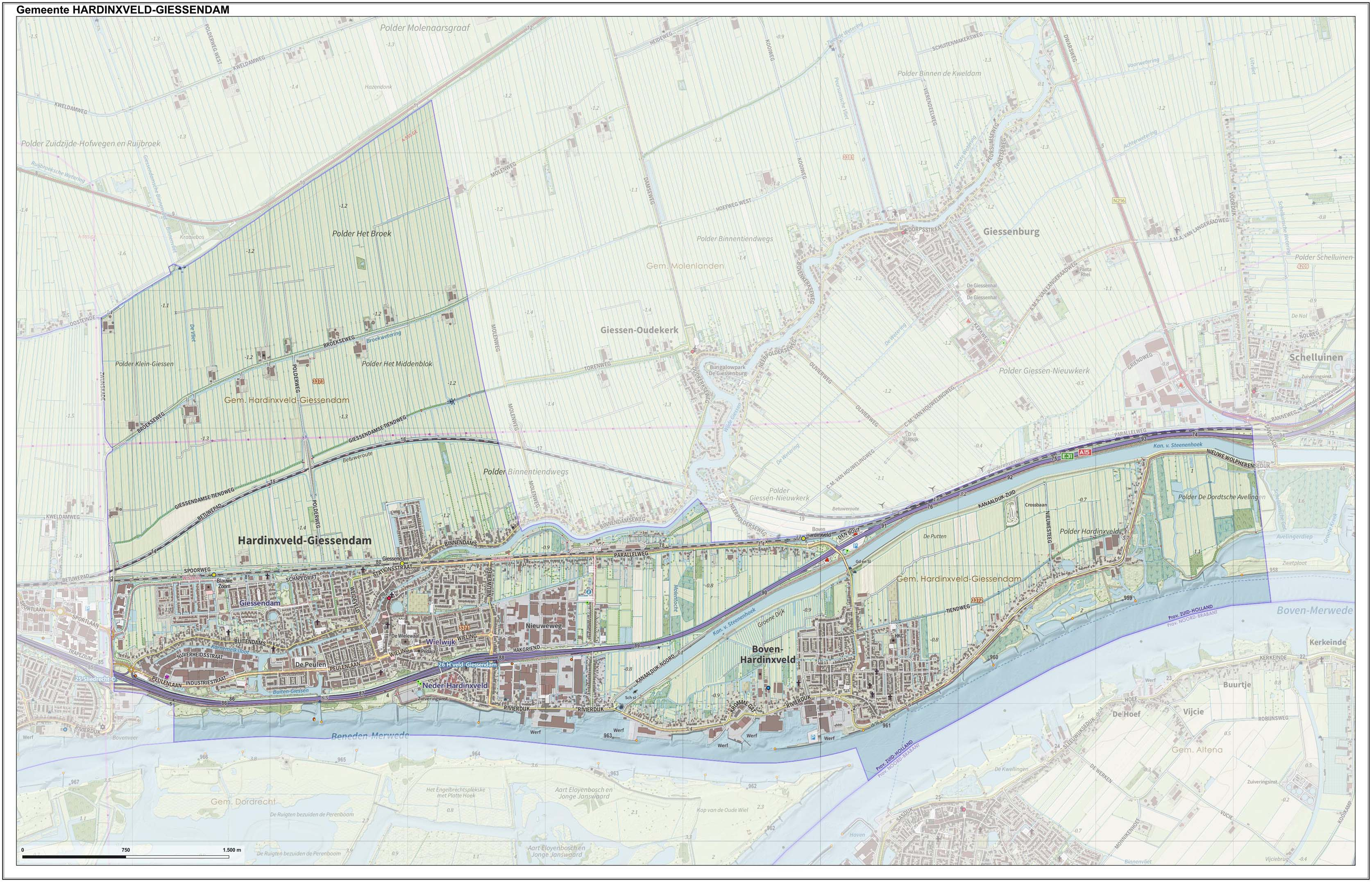
Topografische gemeentekaart van Hardinxveld-Giessendam, september 2022

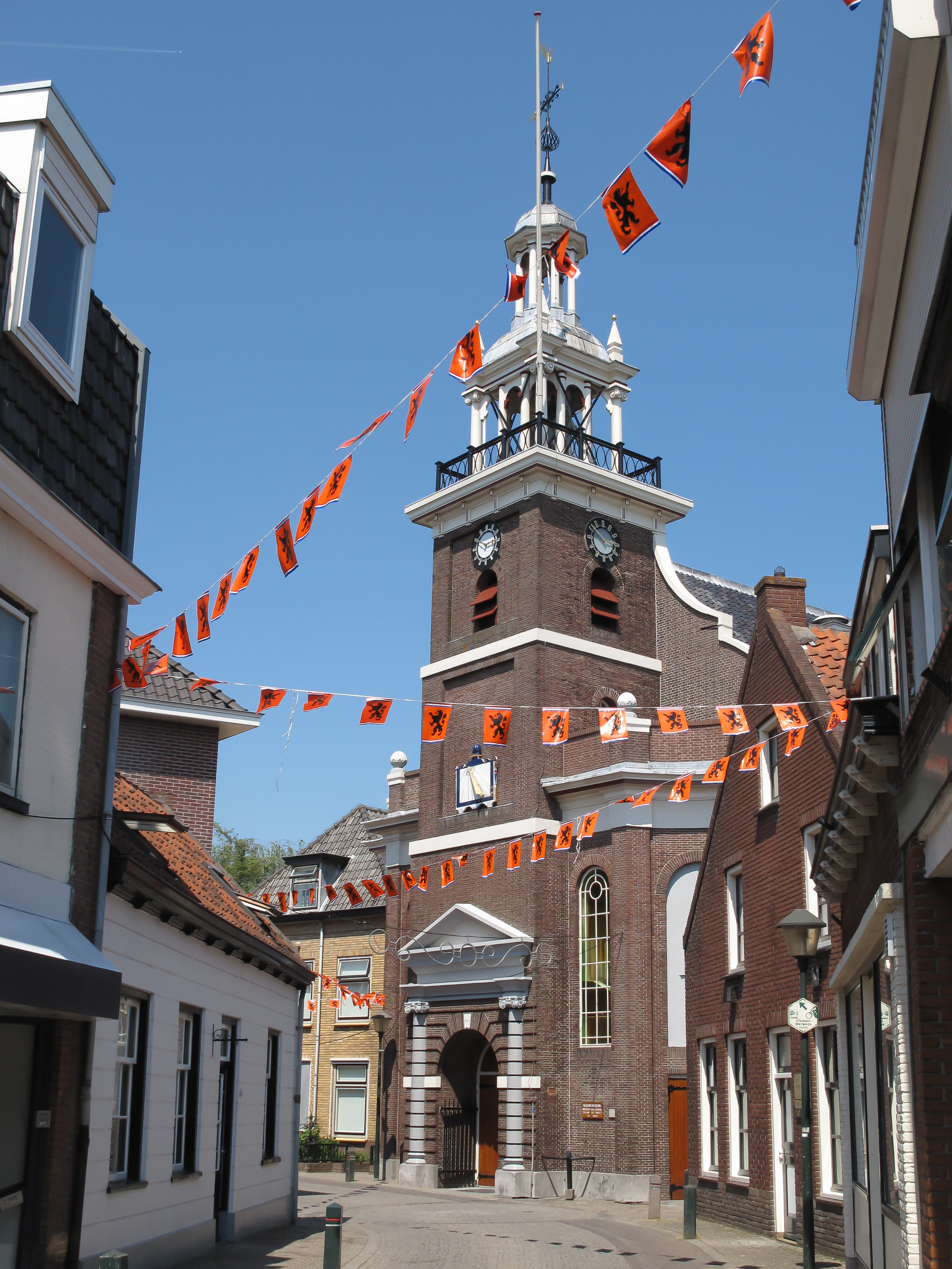
Hervormde kerk aan de Peulenstraat in Hardinxveld-Giessendam

Hardinxveld-Giessendam (uitspraakⓘ) (Hardinxvelds: Hààrdingsvelt) is een gemeente in de Nederlandse provincie Zuid-Holland. De gemeente telt 18.760 inwoners (1 januari 2024, bron: CBS) en heeft een oppervlakte van 19,35 km² (waarvan 2,46 km² water). De dorpen binnen de gemeente Hardinxveld-Giessendam zijn Boven-Hardinxveld en Giessendam - Neder-Hardinxveld.

## Ontstaansgeschiedenis
De gemeente is ontstaan uit de vroegere gemeenten Hardinxveld en Giessendam, die in 1957 werden samengevoegd. Daarbij verviel ruim de helft van het grondgebied van Giessendam - te weten het dorp Giessen-Oudekerk - aan de nieuwe gemeente Giessenburg, die in 1986 opging in Giessenlanden. Sinds de jaren zestig is de gemeente door de bouw van nieuwe wijken, in Giessendam - Neder-Hardinxveld, (De Peulen, de Wielwijk, en later de Westwijk) sterk gegroeid.
Het dorp Hardinxveld is een van de oudste dorpen van de Alblasserwaard. Er is bekend dat er al in het jaar 1105 een pastoor aanwezig was, en dus ook een kerk. In het jaar 1282 werd Hardinxveld een zogeheten hoge heerlijkheid. Het dorp heeft door de eeuwen heen zeer te lijden gehad van verschillende oorlogen, waaronder de Gelderse Oorlogen en de Tachtigjarige Oorlog. De naam Giessendam komt voor het eerst voor in 1231 en is hoogstwaarschijnlijk afgeleid van de aanwezigheid van een dam in het veenriviertje de Giessen, waaromheen een dorp is ontstaan. Deze dam is lange tijd de gemeentegrens tussen Hardinxveld en Giessendam geweest. De grens tussen de dorpen Giessendam - Neder-Hardinxveld en Boven-Hardinxveld is het Kanaal van Steenenhoek.

### Heraldiek
Hardinxveld-Giessendam heeft als wapen een combinatie van de wapens van Hardinxveld en Giessendam, elk met zijn eigen geschiedenis. Het wapen van Hardinxveld is een zogeheten Châtillon-wapen. Bastaardnageslacht, afkomstig uit de buurt van de Franse stad Châtillon-sur-Marne in de Champagne in het huidige Frankrijk, heeft het wapen naar Hardinxveld gebracht. Het wapen van Giessendam is ontstaan in 1939, toen de Giessendammers bij het bouwen van een nieuw gemeentehuis graag een eigen wapen wilden hebben. Toen de dorpen werden samengevoegd, werd ook het wapen gedeeld.

### Archeologie
Voor de aanleg van de Betuweroute werd in 1997 eerst een grondig bodemonderzoek gehouden, zo ook langs het tracé in Hardinxveld-Giessendam. Tijdens dat onderzoek stuitte men op enkele archeologische vondsten, waaronder het 7500 jaar oude skelet van een vrouw, dat terstond Trijntje gedoopt werd. Het is het oudste skelet dat tot nu toe in Nederland uit de grond kwam. Sinds december 2003 is de reconstructie van het lichaam toegevoegd aan de collectie van het Rijksmuseum van Oudheden in Leiden. Ook is uit diezelfde periode in april 1998 een boomstamkano opgegraven.
Sinds de jaren zeventig is binnen het dorp een historische vereniging actief. Na de aankoop van een historisch pand aan Buitendams 4, dat dienst ging doen als het informatiecentrum van de vereniging, is sinds 1 januari 2007 in het pand Peulenstraat 243 het nieuwe Historisch Informatie Centrum ingericht. In 1989 werd in Giessendam aan Binnendams 6 het museum De Koperen Knop geopend.

### Taal
Van origine hadden zowel Giessendam als Hardinxveld een eigen dialect. Het dialect van de Hardinxvelder houdt - zeer globaal gezien - het midden tussen Rotterdams en Utrechts; het Alblasserwaards accent zoals dat in de omliggende streek ook veelvuldig kan worden aangetroffen. Met name de scherpe áá-klank in woorden waar men in het AN een korte a hoort, is kenmerkend voor de uitspraak van het Hardinxvelds.

### Actuele ontwikkelingen
Aan het begin van de 21e eeuw kwam de gemeente in financiële problemen, wat er onder meer toe leidde dat de gemeente enige tijd onder toezicht van de provincie kwam te staan. Er werd flink bezuinigd en de gemeente zag zich genoodzaakt de relatief lage woonlasten in het dorp flink te verhogen. Momenteel wordt er gewerkt aan een nieuwe wijk aansluitend aan de Westwijk, genaamd "de Blauwe Zoom".
Het dorp leeft voor een aanzienlijk deel van de aannemerij, visserij en de scheepsbouw. Typerend voor de scheepsbouw is de scheepswerf van Damen Shipyards Group. Deze werf werd in 1979 door Kommer Damen verplaatst naar een perceel aan de Boven-Merwede op industrieterrein Avelingen-West bij Gorinchem, waar ook het hoofdkantoor werd gevestigd. Ook had Royal IHC (voorheen IHC Merwede) een scheepswerf in Hardinxveld-Giessendam, maar heeft deze wegens financiële problemen in 2015 moeten verkopen. Ook kent het dorp meerdere industrieterreinen, waar onder meer de bedrijven Luxaflex Nederland en Klijn zijn gevestigd.

## Religie
Hardinxveld-Giessendam kent een groot aantal kerken. Opvallend zijn vooral de grote reformatorische kerken, onder meer een Gereformeerde Gemeente, twee Hersteld Hervormde gemeenten en een Oud Gereformeerde Gemeente. Ook zijn er drie hervormde kerken, een Nederlandse Gereformeerde Kerk, een Christengemeente en een koninkrijkszaal van de Jehova's getuigen. De Eben-Haezerkerk van de Gereformeerde Gemeente telt circa 1.200 zitplaatsen.
Volgens het Centraal Bureau voor de Statistiek rekende 68,6% van de bevolking zich tot een kerkelijke gezindte of levensbeschouwelijke groepering. Ongeveer 23,3% van de bevolking was aangesloten bij de Protestantse Kerk in Nederland, 21,9% was aangesloten bij de Nederlandse Hervormde Kerk en 12,6% was aangesloten bij de Gereformeerde Kerken in Nederland. Kleinere religieuze denominaties waren het katholicisme (3,3%) en de islam (0,5%), terwijl 7,1% tot andere religieuze denominaties behoorde en 31,4% van de bevolking geen religieuze overtuiging had.

## Politiek

### Gemeenteraad
De gemeenteraad van Hardinxveld-Giessendam bestaat uit 17 zetels. Hieronder staat de samenstelling van de gemeenteraad sinds 1998:
| Partij                                   | 1998 | 2002 | 2006 | 2010 | 2014 | 2018 | 2022 |
| ---------------------------------------- | ---- | ---- | ---- | ---- | ---- | ---- | ---- |
| Transparante Partij voor Algemeen Belang | -    | -    | 2    | 5    | 6    | 5    | 5    |
| SGP                                      | 4    | 4    | 3    | 3    | 4    | 4    | 5    |
| ChristenUnie                             | 4    | 4    | 4    | 4    | 3    | 4    | 4    |
| PvdA                                     | 4    | 4    | 4    | 2    | 2    | 2    | 2    |
| CDA                                      | 2    | 2    | 2    | 2    | 1    | 2    | 1    |
| VVD                                      | 3    | 3    | 2    | 1    | 1    | -    | -    |
| D66                                      | -    | -    | -    | -    | -    | -    | -    |
| Jezus Leeft                              | -    | -    | -    | -    | -    | -    | -    |
| Totaal                                   | 17   | 17   | 17   | 17   | 17   | 17   | 17   |

### Burgemeester
In 1984 werd Boelhouwer van Wouwe de burgervader van het dorp. Toen hij in 1995 naar Katwijk vertrok, werd hij opgevolgd door Arie Noordergraaf. Nadat Noordergraaf in 2006 was vertrokken naar Soest, was Roel Augusteijn waarnemend burgemeester tot september 2008.
Vanaf 18 februari 2009 was Maria Wiebosch-Steeman (GroenLinks) de eerste vrouwelijke burgemeester van de gemeente. In april 2012 trad Wiebosch af in verband met overschrijding van het budget bij de verbouwing van de raadzaal van het gemeentehuis. Na waarnemingen door Bert Blase en wederom Roel Augusteijn is sinds 17 november 2016 Dirk Heijkoop burgemeester.

## Cultuur

### Monumenten
In de gemeente zijn er een aantal rijksmonumenten, gemeentelijke monumenten en oorlogsmonumenten, zie:
- Lijst van rijksmonumenten in Hardinxveld-Giessendam
- Lijst van gemeentelijke monumenten in Hardinxveld-Giessendam
- Lijst van oorlogsmonumenten in Hardinxveld-Giessendam
- Lijst van Stolpersteine in Hardinxveld-Giessendam

### Kunst in de openbare ruimte
In de gemeente Hardinxveld-Giessendam zijn diverse beelden, sculpturen en objecten geplaatst in de openbare ruimte, zie:
- Lijst van beelden in Hardinxveld-Giessendam

### Verenigingsleven
In de gemeente zijn er verschillende verenigingen die zich inzetten voor cultuur, zie:
- Plektrum Melodisten

## Verkeer en vervoer
Hardinxveld-Giessendam is te bereiken via de A15 en heeft drie treinstations: station Boven Hardinxveld in Boven-Hardinxveld en de stations Hardinxveld Blauwe Zoom en Hardinxveld-Giessendam in Hardinxveld-Giessendam. Daarnaast was er ook nog een ouder station Hardinxveld-Giessendam dat is opgeheven in 1927.
Hardinxveld-Giessendam bezit ook een Gemeentehaven die gevestigd is in Boven-Hardinxveld.

## Bekende inwoners
Onderstaand lijstje bevat enkele prominente (oud-)inwoners van Hardinxveld-Giessendam:
- Willem Meijwaard (1918), lid Prinses Irene Brigade
- Elco Brinkman (1948), oud-politicus en bestuurder
- Erik de Bruin (1963), discuswerper en kogelstoter
- Klaas Jan Mulder (1930-2008), organist, pianist en dirigent
- Johannes van der Poel (1909-1981), predikant
- Kim Putters (1973), bestuurskundige en politicus
- Job de Ruiter (1930-2015), rechtsgeleerde en politicus
- Marco Verhoef (1971), weerman KNMI
- Sarah Sluimer (1985), schrijver[bron?]

## Aangrenzende gemeenten en regioverband
| Aangrenzende gemeenten | Aangrenzende gemeenten | Aangrenzende gemeenten | Aangrenzende gemeenten | Aangrenzende gemeenten |
| ---------------------- | ---------------------- | ---------------------- | ---------------------- | ---------------------- |
| Molenlanden            |                        |                        |                        | Molenlanden            |
|                        |                        |                        |                        |                        |
| Sliedrecht             | Gorinchem              |                        |                        |                        |
|                        |                        |                        |                        |                        |
| Dordrecht              |                        | Altena (NB)            |                        |                        |

De gemeente maakt deel uit van de Veiligheidsregio Zuid-Holland-Zuid